# Sierra Mágina
Sierra Mágina és una comarca de la província de Jaén, que n'obté el seu nom de la Serra Mágina. Una part significativa del seu territori forma part del Parc Natural de Sierra Mágina. La població de la comarca és de 42.601 habitants (INE 2022), té una superfície de 1.389,4 km². La capital com a centre administratiu és el municipi de Jódar.

## Toponímia

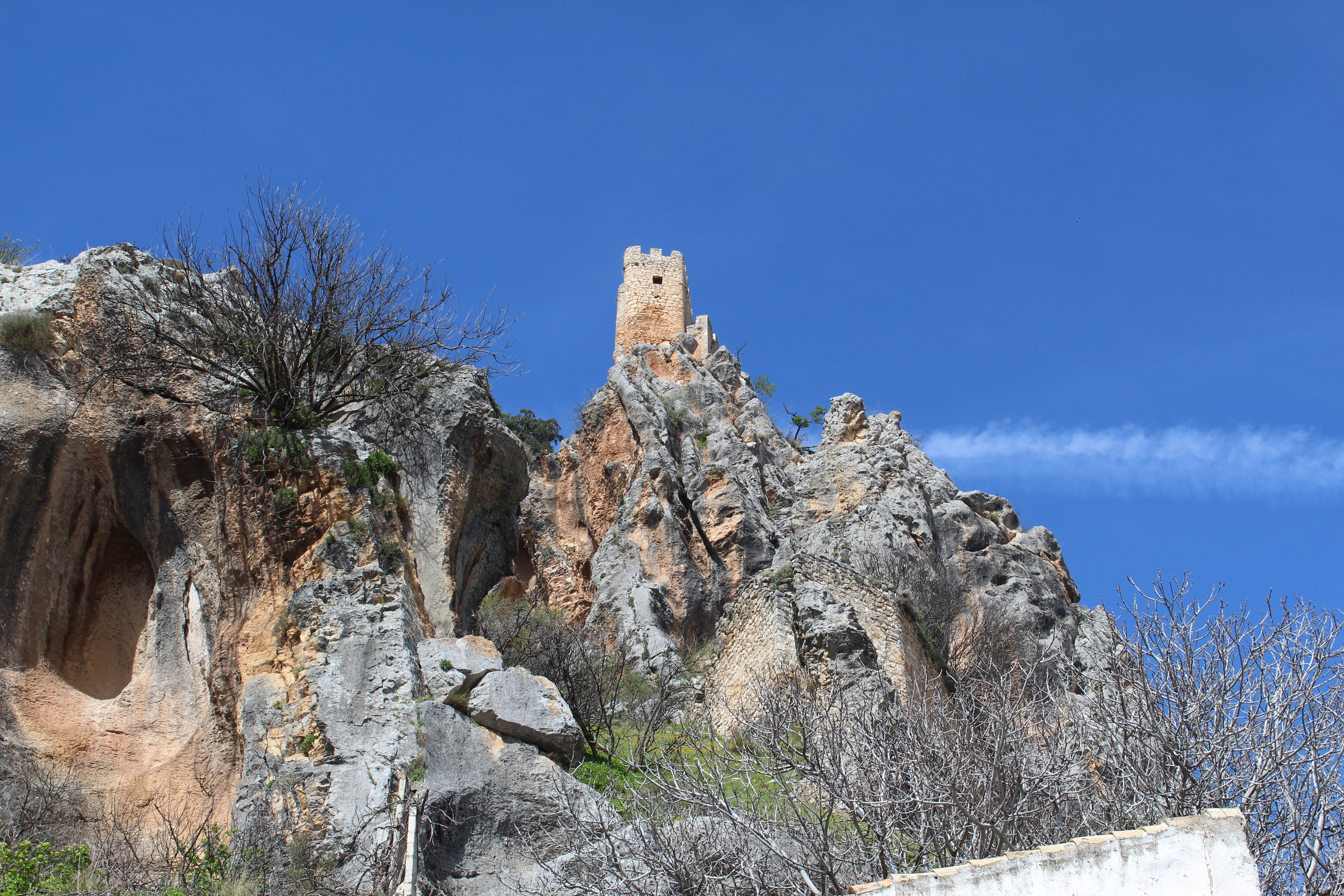
Castell d'Albanchez de Mágina

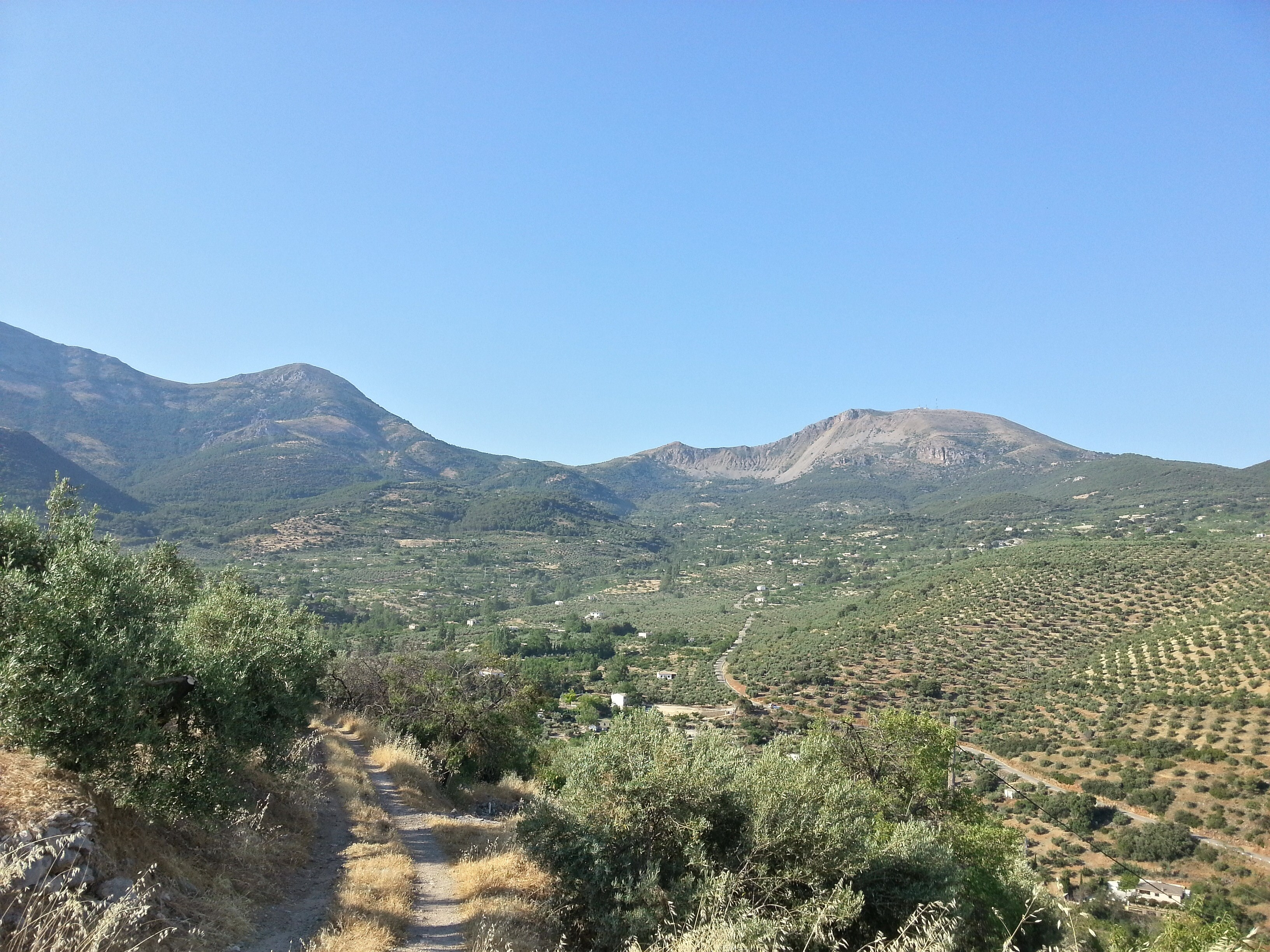
Serra Mágina

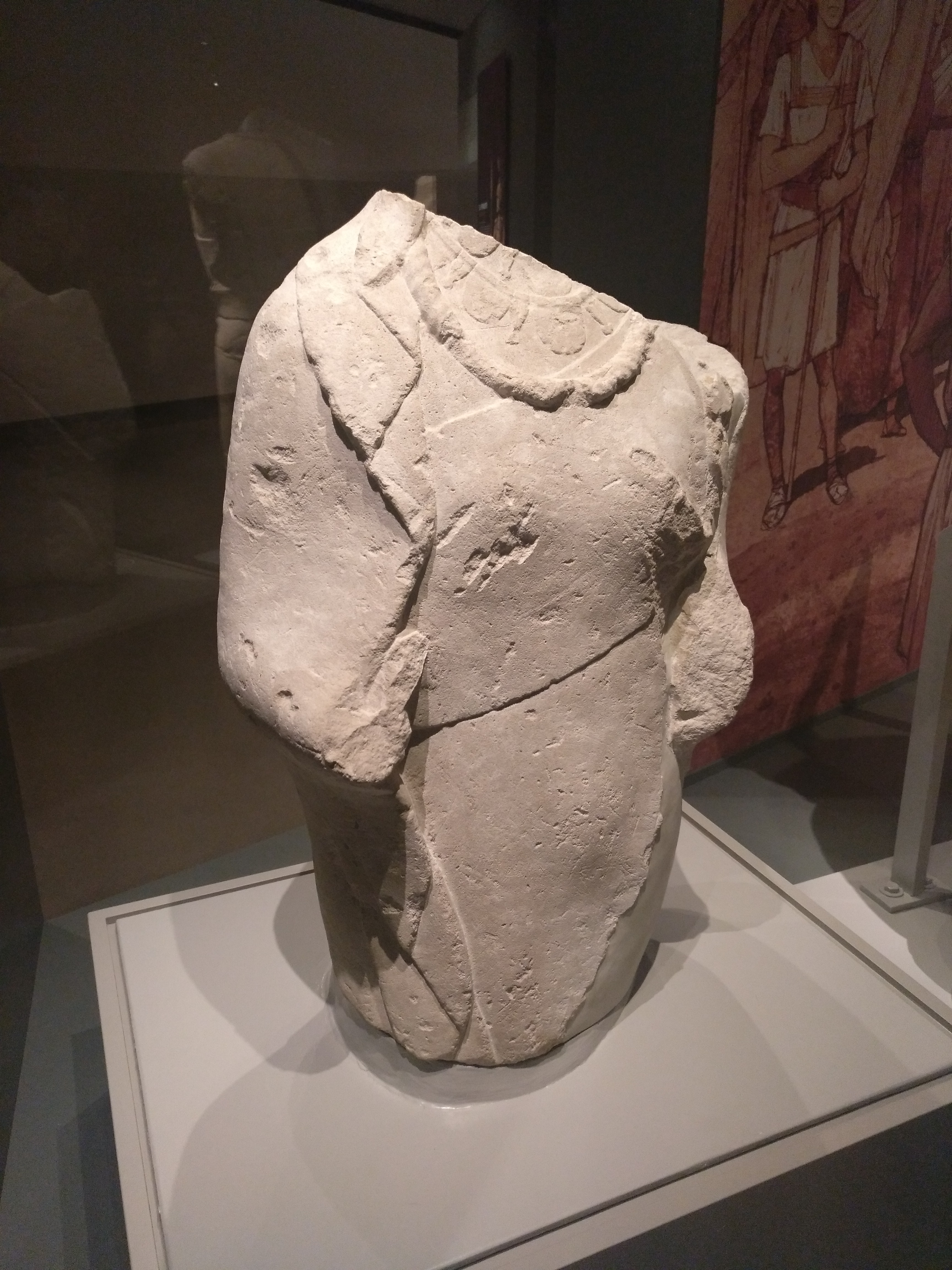
Dama ibera trobada al Cerro Alcalá, Torres

El terme Mágina pot tenir el seu origen a la rel ibera magin (nom propi que perviu al llevant i noroest d'Espanya) amb el sufix iber -en esdevenint Mágina "domini de Magín".

## Patrimoni històric
A la cova del Morrón a Torres s'han trobat pintures rupestres. Durant el Neolític, a la comarca es desenvoluparà la cultura de coves destacant la necròpolis de Bedmar i, de l'Edat de Coure, a La Graja a la muntanya Aznaitín de Jimena i Navalcán a Noalejo. De l'Edat de Bronze tardana es troben jaciments significatius a la vall del riu Guadalbullón com la cova dels Esquelets a Albanchez de Mágina i la cova de l'Aro (Els Majuelos) a Pegalajar La cultura ibera correspon al període històric de l'Edat del Ferro, entre el segle vii i el segle i aC. De l'època ibera data la construcció ciclòpia de Larva. A més hi ha interessants troballes que es troben al Museu iber de Jaén, Museu Arqueològic d'Úbeda i al Museu Provincial de Jaén com les escultures de la dama de Turó Alcalá a Torres, l'esfinx de Jandulilla a Jódar, cap femenina i el Lleó Ibèric de Jimena, o el conjunt escultòric del jacimiento del Cortijo del Pajarillo de Huelma.